# TY.O
TY.O es el tercer álbum musical del cantante británico Taio Cruz. Este álbum cuenta con los sencillos Hangover (con Flo Rida), Troublemaker y There She Goes (con Pitbull), los cuales sobresalen en el disco.

## Ediciones

### Edición estándar
| N.º | Título                                          | Duración |  |
| 1.  | «Hangover» (Con Flo Rida)                       | 3:23     |  |
| 2.  | «Troublemaker»                                  | 4:40     |  |
| 3.  | «There She Goes» (Con Pitbull)                  | 3:36     |  |
| 4.  | «Shotcaller»                                    | 4:12     |  |
| 5.  | «Make It Last Forever»                          | 3:34     |  |
| 6.  | «World in our Hands»                            | 4:09     |  |
| 7.  | «Tattoo»                                        | 3:49     |  |
| 8.  | «Play»                                          | 3:42     |  |
| 9.  | «You're Beautiful»                              | 3:31     |  |
| 10. | «Telling The World»                             | 3:28     |  |
| 11. | «Little Bad Girl» (Con David Guetta & Ludacris) | 3:40     |  |

### Bonus Tracks de la edición Japonesa
| Deluxe edition bonus tracks |            |          |  |
| N.º                         | Título     | Duración |  |
| 12.                         | «Positive» | 3:28     |  |

### Bonus Tracks de la edición de Reino Unido
| Deluxe edition bonus tracks |                                       |          |  |
| N.º                         | Título                                | Duración |  |
| 12.                         | «Second Chance» (Con Tinchy Stryder)  | 4:33     |  |
| 13.                         | «Cryin' Over You» (Con Nightcrawlers) | 3:10     |  |
| 14.                         | «Celebrate» (Con David Guetta)        | 3:45     |  |
| 15.                         | «Just Want To Know»                   | 4:228    |  |
| 16.                         | «Excited»                             | 3:19     |  |
| 17.                         | «Replaceable»                         | 3:55     |  |
| 18.                         | «Positive»                            | 4:17     |  |
| 19.                         | «Imma Go»                             | 3:34     |  |
| 20.                         | «Hangover» (Solo Versión)             | 3:07     |  |

### Edición Americana
| Deluxe edition bonus tracks |                                |          |  |
| N.º                         | Título                         | Duración |  |
| 1.                          | «Hangover» (Con Flo Rida)      | 3:23     |  |
| 2.                          | «Troublemaker»                 | 4:40     |  |
| 3.                          | «There She Goes» (Con Pitbull) | 3:36     |  |
| 4.                          | «Shotcaller»                   | 4:12     |  |
| 5.                          | «Make It Last Forever»         | 3:34     |  |
| 6.                          | «World in our Hands»           | 4:09     |  |
| 7.                          | «Tattoo»                       | 3:49     |  |
| 8.                          | «Play»                         | 3:42     |  |
| 9.                          | «You're Beautiful»             | 3:31     |  |
| 10.                         | «Positive»                     | 3:28     |  |
| 11.                         | «Fast Car»                     | 3:40     |  |

## Posiciones en listas
| País         | Chart (2011)                 | Mejor posición |
| ------------ | ---------------------------- | -------------- |
| Alemania     | German Albums Chart          | 28             |
| Australia    | Australian ARIA Albums Chart | 97             |
| Austria      | Austrian Albums Chart        | 36             |
| Países Bajos | Dutch Albums Chart           | 100            |
| Suiza        | Swiss Albums Chart           | 15             |

| País    | Chart (2011)        | Mejor posición |
| ------- | ------------------- | -------------- |
| Polonia | Polish Albums Chart | 69             |